# 서울광진경찰서
서울광진경찰서(서울廣津警察署, Seoul Gwangjin Police Station)는 서울특별시경찰청이 관할하는 경찰서 중 하나이다. 서울특별시 광진구 일원을 관할한다. 서울특별시 광진구 자양로 167 (구의동)에 있다.
서장은 총경으로 보한다.

## 연혁
- 1966년 11월 25일: 서울동부경찰서로 개서.(광진구, 송파구, 서초구, 강동구, 강남구 담당)
- 1968년 7월 5일: 신축 준공.
- 2006년 3월 1일: 서울광진경찰서 명칭변경(성동구 지역 이관, 광진구 담당)

## 조직
| - 112종합상황실 - 청문감사관 - 경무과 - 생활안전과 | - 여성청소년과 - 수사과 - 형사과 | - 경비과 - 교통과 - 정보보안과 |

## 관할 파출소 및 지구대
서울광진경찰서는 2개 지구대와 8개 파출소를 산하에 두고 있다.
| 명칭           | 사진 | 주소            | 관할구역              |
| -------------- | ---- | --------------- | --------------------- |
| 광나루지구대   |      | 아차산로 567    | 광장동,구의3동        |
| 구의3치안센터  |      | 광나루로 56길 4 |                       |
| 화양지구대     |      | 능동로17길 39   | 화양동, 군자동, 능동  |
| 중곡1파출소    |      | 능동로 385      | 중곡1동               |
| 중곡2파출소    |      | 능동로 346      | 중곡2동               |
| 중곡3파출소    |      | 동일로76가길 28 | 중곡3동               |
| 중곡4파출소    |      | 용마산로24길 7  | 중곡4동               |
| 자양파출소     |      | 뚝섬로36길 9    | 자양2동, 자양3동      |
| 자양2 치안센터 |      | 자양로3가길 26  |                       |
| 자양1파출소    |      | 자양변영로 80   | 자양1동, 자양2동 일부 |
| 자양4파출소    |      | 뚝섬로22가길 43 | 자양4동               |
| 구의파출소     |      | 광나루로545     | 구의1·2동             |

## 같이 보기
- 서울특별시지방경찰청